# Cladonia subrangiformis
Cladonia subrangiformis L. Scriba ex Sandst. (1924), è una specie di lichene appartenente al genere Cladonia,  dell'ordine Lecanorales. Secondo alcuni studiosi questa specie è ben distinta dalla C. rangiformis e dalla C. furcata, anche se meno diffusa di esse, è presente in quasi tutta l'Italia.
Il nome deriva dal prefisso sub- che significa sotto, nel senso di avere caratteri in comune con, e dal latino tardo rangiformis, cioè che ha la forma della renna, il cui nome scientifico è Rangifer tarandus, in quanto questa specie di lichene è tra i cibi preferiti dalle renne.

## Caratteristiche fisiche
Il sistema di riproduzione è principalmente sessuale. Il fotobionte è principalmente un'alga verde delle Trentepohlia.

## Habitat
Questa specie si adatta soprattutto a climi di tipo temperato caldo. Rinvenuta su suoli ricchi di minerali di calcio, spesso frammisto a briofite. Predilige un pH del substrato da subneutro puro a basico. Il bisogno di umidità spazia da mesofitico a xerofitico.

## Località di ritrovamento
La specie è stata rinvenuta nelle seguenti località:
- Germania (Meclemburgo);
- Spagna (Castiglia e León, Aragona);
- Iran (Mazandaran);
- Estonia, Finlandia, Irlanda, Lituania, Marocco, Norvegia, Paesi Bassi, Repubblica Ceca, Serbia, Svezia.

In Italia questa specie di Cladonia è abbastanza comune: 
- Trentino-Alto Adige, da piuttosto comune ad estremamente rara nelle valli
- Val d'Aosta, abbastanza rara nelle valli
- Piemonte, abbastanza comune in tutta la regione, ad eccezione dell'arco alpino dove non è stata rinvenuta
- Lombardia, non è stata rinvenuta
- Veneto, abbastanza comune nelle zone dolomitiche di confine col Trentino, estremamente rara nel resto della regione
- Friuli, non è stata rinvenuta
- Emilia-Romagna, abbastanza comune a ridosso dell'Appennino, estremamente rara altrove
- Liguria, abbastanza comune in tutta la regione
- Toscana, abbastanza comune in tutta la regione
- Umbria, abbastanza comune in tutta la regione
- Marche, abbastanza comune in tutta la regione, ad eccezione di parte delle zone appenniniche dove è piuttosto rara
- Lazio, abbastanza comune in tutta la regione
- Abruzzi, abbastanza comune in tutta la regione
- Molise, abbastanza comune in tutta la regione
- Campania, abbastanza comune in tutta la regione
- Puglia, abbastanza comune in tutta la regione, ad eccezione del leccese e di parte del foggiano, dove è piuttosto rara
- Basilicata, abbastanza comune in tutta la regione, ad eccezione del metapontino e di alcune zone al confine con la Campania, dove è piuttosto rara
- Calabria, abbastanza comune in tutta la regione, ad eccezione della Sila e dell'Aspromonte, dove è piuttosto rara
- Sicilia, piuttosto rara nelle zone litoranee ad eccezione del messinese e del resto della regione dove è abbastanza comune
- Sardegna, abbastanza comune in tutta la regione, ad eccezione del Gennargentu, dove è piuttosto rara.[2]

## Tassonomia
Questa specie e di incerta attribuzione per quanto concerne la sezione di appartenenza; a tutto il 2008 sono state identificate le seguenti forme, sottospecie e varietà:
- Cladonia subrangiformis f. foliofera Szatala (1938).
- Cladonia subrangiformis f. marmoladae Sambo (1934).
- Cladonia subrangiformis f. pustarum Szatala (1938).
- Cladonia subrangiformis f. spinulifera Trass (1978).
- Cladonia subrangiformis f. subrangiformis L. Scriba ex Sandst. (1924).
- Cladonia subrangiformis f. subuliformis Szatala (1938).
- Cladonia subrangiformis f. truncatula Szatala (1938).
- Cladonia subrangiformis f. vagans Tomin.
- Cladonia subrangiformis var. praestigiosa Lettau (1955).
- Cladonia subrangiformis var. subrangiformis L. Scriba ex Sandst. (1924).